# Sant Salvador de les Borges Blanques
Sant Salvador de les Borges Blanques és una ermita de les Borges Blanques (Garrigues) protegida com a bé cultural d'interès local.

## Descripció
És una ermita situada a 3'4 quilòmetres de les Borges Blanques en direcció a Cervià de les Garrigues. Originàriament era una ermita romànica de transició amb moltes modificacions posteriors. A principis dels vuitanta es restaurà. Consta d'una sola nau amb una capçalera rectangular. La portada és força senzilla, tan sols hi ha una petita porta de grans dovelles i flanquejant-la un contrafort i una finestra ovalada.
El conjunt està fet de pedra vista, segurament aprofitant materials d'altres construccions, cal destacar una peça que correspon probablement a la base d'una columna, fet que indica que els constructors van aprofitar material d'una vil·la romana propera i, possiblement, de la via romana que unia Tarraco amb César Augusta, ja que hi passava molt a prop. L'interior té dos frescos que ocupen tot el presbiteri, una escena de la vida de Crist i l'altre, una vista de la comarca, dedicada als camperols garriguencs, obra contemporània de l'artista local, Carme Benet.
El conjunt està construït en dues campanyes, una part de l'edifici és de l'època final del romànic (nau de base rectangular) i en un principi, deuria ser un edifici més petit. El segon moment constructiu seria una ampliació del recinte, ja de transició cap al gòtic (arc interior de l'edifici). Els dos contraforts són els que serveixen de suport i unió de les dues parts.
A escassos metres de l'ermita trobem un forn de pedra seca, típica construcció de la comarca, o cisterna enfonsada que recollia l'aigua per a abeurar el bestiar i ramats. Ha estat datada entre els segles XIV i XV i estilísticament s'ha de situar com a gòtica. A principis de la dècada dels noranta fou restaurat el conjunt.
A l'exterior hi ha una pineda amb un berenador, una font i un terreny d'acampada. L'entorn de l'edifici és ocupat per una bosquina de pi blanc (Pinus halepensis) al sud i el nord entre la qual s'hi situen alguns bancs i taules que la converteixen en un espai de lleure per a locals i forasters.

## Història
Al seu mur hi ha una pedra amb una inscripció que hi posa 'Iltirda' llatinitzat posteriorment en 'Ilerda' (Lleida); resulta totalment desconegut com arribà aquesta inscripció fins a l'ermita. Als voltants hi ha alguns vestigis arqueològics importants d'època romana, que anteriorment haurien estat ibers. I també a l'interior s'hi han trobat algunes restes d'un culte paleocristià, aquesta presència vindria a demostrar que aquest espai havia estat un referent litúrgic per als pobladors ilergetes romanitzats.
El cap de setmana més proper al dia 6 d'agost, dia del patró, se celebra anualment un aplec organitzat per l'Associació d'Amics del St. Salvador amb el patrocini de l'Ajuntament.
Des del 2000, el conjunt s'ha integrat a un itinerari de 21,2 km apte per a BTT i senderisme que recorre bona part dels punts més interessants del terme municipal (els Dos pins, els Bessons, els Marquesos i l'ermita de Sant Salvador).